# 弗拉基米尔·米特罗法诺维奇·奥尔洛夫
弗拉基米尔·米特罗法诺维奇·奥尔洛夫（俄语：Влади́мир Митрофа́нович Орло́в，1895年7月3日—1938年7月28日）是苏联海军将领，亦是黑海舰队司令、国防人民委员会的军事委员会委员。

## 生平
1895年，出生于赫尔松，父亲为当地高中校长。1917年，毕业于海军准尉学校。1918年，加入苏共，参加苏联海军。
1918年，任波罗的海舰队政治部主任，参加对尼古拉·尼古拉耶维奇·尤登尼奇白卫军作战。1920年，任国家航运总政治部副主任。1921年，任军事委员会政治部主任、海军助理、海军部长。1923年，任海军院校部部长兼政委。1926年，任黑海舰队司令。
1931年，任工农红军海军司令兼军事委员会委员。1937年，任副国防人民委员。7月，被逮捕。1938年，被判处死刑。1956年，平反。